# 劳动勋章 (捷克斯洛伐克)
劳动勋章（捷克語：Řád práce）是捷克斯洛伐克共和国政府于1951年设立的勋章。

## 历史
“劳动勋章”由1951年第30/1951号政府法令设立。该法令还设立了共和国勋章等其他荣誉奖励。该法令于1951年4月21日正式生效。该勋章只有一个级别。
它授予在经济、工业、农业或商业等领域取得重大成果的人士；以及在科学、技术、发明或其他文化活动中取得优异成果的人士，还授予推动国防力量发展者。
随着天鵝絨革命的爆发，它于1990年10月15日被正式废除。

## 样式
星章外观为五角星形，银质，直径40毫米，安放在齿轮圆环上。五角星中央为圆形徽章，中间刻有太阳升起图案，底部为椴树枝，上部刻有“Čest práci”。背面为月桂花环围绕着的镰刀与锤子图案，下方刻有国名缩写和序列号。丝带宽度为38毫米，长度为55毫米底色为蓝色，正中间为一条15毫米宽的浅蓝色条纹。略章为宽10毫米，长38毫米的矩形。
因为1960年的国名变更，该星章存在两种历史版本。1955年至1960年的版本采用具有捷克传统的竖插式佩戴方式，背面国名缩写为“ČSR”；1960年后采用横别针式，国名缩写为“ČSSR”。